# Ludwig von Bréchainville
Ludwig von Bréchainville, auch Louis-Joseph Desnoyers Comte de Bréchainville (* 1733 in Nancy, Lothringen; † 10. Februar 1799 in Prag) war ein österreichischer Feldmarschallleutnant. Er war Kommandierender General in Böhmen ad interim 1790/91.

## Leben
Ludwig von Bréchainville entstammte einem alten lothringischen Adelsgeschlecht, das durch die Heirat des Herzogs Franz Stephan von Lothringen mit Maria Theresia in den Dienst der Habsburgermonarchie trat.  Im Siebenjährigen Krieg wurde er Flügeladjutant von Leopold Joseph von Daun. 1760 zum Major befördert, erfolgte 1762 die Erhebung in den Grafenstand. Nach dem Tod Dauns 1766 wurde er Generaladjutant des Kaisers Joseph II. und Oberst. Er wurde am 1. Mai 1773 mit Rang vom 6. Februar 1770 zum Generalmajor befördert, am 15. Mai 1784 mit Rang vom 5. Mai 1784 Feldmarschallleutnant. Er war zuletzt Kommandierender General in Böhmen ad interim von Februar 1790 bis Dezember 1791.
Er heiratete 1763 die Gräfin (Marchesa) Maria Theresia de Rofrano (* 3. Juni 1715; † 12. November 1778), Witwe des Grafen Leopold Ferdinand von Kinsky (1713–1760). Nach deren Tod heiratete er 1784 die Comtesse Maria Aloysia Walburga Desfours (* 26. Juni 1767; † 6. Juli 1822).